# Боя-Бирзій
Боя-Бирзій (рум. Boia Bârzii) — село у повіті Хунедоара в Румунії. Входить до складу комуни Вецел.
Село розташоване на відстані 309 км на північний захід від Бухареста, 16 км на захід від Деви, 124 км на південний захід від Клуж-Напоки, 114 км на схід від Тімішоари.

## Населення
За даними перепису населення 2002 року у селі проживали 56 осіб, усі — румуни. Усі жителі села рідною мовою назвали румунську.